# Yossi Azulay
Yossi Azulay (* 1977) ist ein israelischer Popsänger.

## Karriere
Yossi machte seinen Wehrdienst in der Theatergruppe der IDF. Danach startete seine Karriere als Künstler. Neben zahlreicher Auftritte im israelischen Fernsehen wurde er bekannt für sein Duett mit Schlomi Schabat "Ima", mit dem sie an der Spitze der Charts rangierten. Des Weiteren erfolgten Zusammenarbeiten mit Rita Datz und Moshe Datz. 2005 erreichte er mit dem Lied Don't Worry Baby den zweiten Platz bei dem israelischen Vorentscheid zum Eurovision Song Contest.
Auch bei staatlichen Anlässen wie bei Feiern des Staatspräsidenten trat er als Sänger auf, oder beim Unabhängigkeitstag 2018. Aber auch auf deutschen Gedenkfeiern werden seine Lieder zur Aufführung gebracht.

## Diskografie

### Singles (Auswahl)
- 2008: Ana Be-choach
- 2008: Schma Jisrael
- 2008: Shir Lemaalot
- 2010: Vehi Sheamda
- 2010: Im Eshkahech Yerushalim
- 2010: Rahem
- 2010: Shalom Aleichem
- 2014: Sway With Me